# Trachyaphthona
Trachyaphthona es un género de escarabajos de la familia Chrysomelidae. El género fue descrito científicamente primero por Heikertinger en 1924. Esta es una lista de especies pertenecientes a este género:
- Trachyaphthona aethiops Medvedev, 2004
- Trachyaphthona bidentata Chen & Wang, 1980
- Trachyaphthona brancuccii Medvedev, 2004
- Trachyaphthona brevicornis Takizawa, 1979
- Trachyaphthona buddlejae Wang, 1990
- Trachyaphthona collaris Kimoto, 1996
- Trachyaphthona formosana Takizawa, 1979
- Trachyaphthona fulva Wang, 1990
- Trachyaphthona gibbicollis (Doberl, 1991)
- Trachyaphthona hiunchulii Sprecher-Uebersax, 2000
- Trachyaphthona indica Doeberl, 2003
- Trachyaphthona lankana Medvedev, 2001
- Trachyaphthona latispina Wang, 1990
- Trachyaphthona leyteana Medvedev, 1993
- Trachyaphthona mindanaica Medvedev, 1993
- Trachyaphthona nepalensis (Scherer, 1989)
- Trachyaphthona nigrosterna Wang, 1990
- Trachyaphthona palawanica Medvedev, 2001
- Trachyaphthona punctata Kimoto, 1996
- Trachyaphthona rugicollis Wang in Wang & Yu, 1997